# Gora Trubeckogo
Gora Trubeckogo (englische Transkription von russisch Гора Трубецкого Gora Trubezkowo, deutsch ‚Trubezkoiberg‘) ist ein Nunatak im ostantarktischen Königin-Maud-Land. Er ragt westlich des Ruhnkebergs am westlichen Ende des Mühlig-Hofmann-Gebirges auf.
Russische Wissenschaftler benannten ihn. Der Namensgeber ist nicht überliefert.